# آنماري رينجر
آنماري رينجر (بالألمانية: Annemarie Renger) (وُلدت باسم ويلدنغ؛ 7 أكتوبر 1919 – 3 مارس 2008)، هي سياسية ألمانية تنتمي للحزب الديمقراطي الاجتماعي الألماني.
من 1972 إلى 1976، شغلت منصب الرئيسة الخامسة للبوندستاغ. وبذلك أصبحت أول امرأة تشغل هذا المنصب، وأول امرأة تتقلد إحدى أعلى خمس مناصب في جمهورية ألمانيا الاتحادية.
ترشحت رينجر لرئاسة الحزب الديمقراطي الاجتماعي الألماني سنة 1979.

## حياتها

### عائلتها
آنماري رينجر هي الابنة السابعة للنجار فريتز ويلدونغ (1872–1954) وزوجته مارثا (1881–؟) التي انضمت إلى الحزب سنة 1908، أول سنة سُمِح فيها للنساء بالانضمام إلى الأحزاب السياسية. سنة 1924، أصبح والدها المدير التنفيذي ل«اللجنة المركزية للرياضيين» في برلين.

### حياتها الشخصية
سنة 1938، تزوجت رينجر إميل إرنست رينجر، وهو مدير للدعاية والإعلان، قُتِل سنة 1944. سنة 1965، تزوجت بأليكساندار لوكاريفيتش، وهو اقتصادي من يوغوسلافيا، واستمر زواجهما حتى وفاته عام 1973.

## مشوارها السياسي

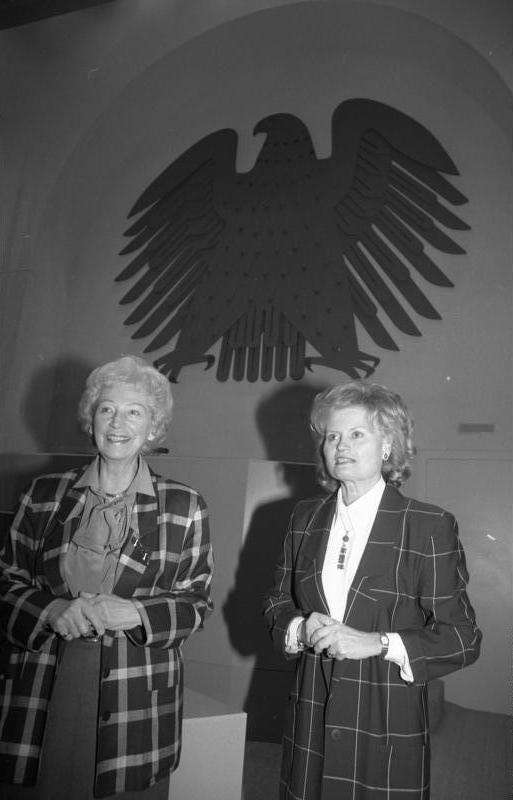
بون، جولة في البوندستاغ، رينجر، الأرشيف الفيدرالي

### الحزب
أصبحت رينجر عضوة في الحزب الديمقراطي الاجتماعي الألماني سنة 1945. في 1 أكتوبر، أصبحت السكرتيرة الخاصة لكورت شوماخر، زعيم الحزب الديمقراطي الاجتماعي. صرحت بعدها أنها بعمر ال10 سنوات، أرادت أن تصبح الكاتبة العامة لحزب.

### الترشح للرئاسة الفدرالية
سنة 1979، ترشحت رينجر للانتخابات ألمانيا الغربية، ولكنها خسرت ب438 مقابل 531 لصالح كارل كارستنز.

### البوندستاغ
سنة 1953، انضمت رينجر إلى البوندستاغ وبقيت فيه حتى عام 1990. ويوم 13 ديسمبر 1972، أصبحت رئيسته كأول امرأة تتقلد هذا المنصب.

## الجوائز
- 1992: ميدالية بوبر-روزينزويغ بمناصفة هايدغارد هام بروشر.
- 2006: جائزة هاينز غالينسكي
- وسام استحقاق جمهورية ألمانيا الاتحادية